# Episodi de Il commissariato Saint Martin (settima stagione)
La settima stagione della serie televisiva Il commissariato Saint Martin è stata trasmessa in anteprima in Francia dalla France 2 tra l'11 aprile 2003 e il 16 gennaio 2004.
| nº | Titolo originale       | Titolo italiano | Prima TV Francia | Prima TV Italia |
| -- | ---------------------- | --------------- | ---------------- | --------------- |
| 1  | Enfance volée          |                 | 11 aprile 2003   |                 |
| 2  | Délices de Chine       |                 | 18 aprile 2003   |                 |
| 3  | Tyrannie               |                 | 25 aprile 2003   |                 |
| 4  | Père et fils           |                 | 2 maggio 2003    |                 |
| 5  | Sauvetage              |                 | 9 maggio 2003    |                 |
| 6  | Faux Semblants         |                 | 16 maggio 2003   |                 |
| 7  | Forcené                |                 | 12 dicembre 2003 |                 |
| 8  | Chanteuse de rue       |                 | 19 dicembre 2003 |                 |
| 9  | Assaut                 |                 | 26 dicembre 2003 |                 |
| 10 | Violences conjuguées   |                 | 2 gennaio 2004   |                 |
| 11 | Religion               |                 | 19 agosto 2005   |                 |
| 12 | Sentiments souterrains |                 | 9 gennaio 2004   |                 |
| 13 | Menteuses              |                 | 16 gennaio 2004  |                 |